# Podagrion beneficium
Podagrion beneficium är en stekelart som beskrevs av Girault 1914. Podagrion beneficium ingår i släktet Podagrion och familjen gallglanssteklar. Inga underarter finns listade i Catalogue of Life.